# L'Art du théâtre
Pour les articles homonymes, voir art et théâtre.
L'Art du théâtre, revue mensuelle est un magazine français fondé en février 1901 et disparu en juin 1906.

## Historique

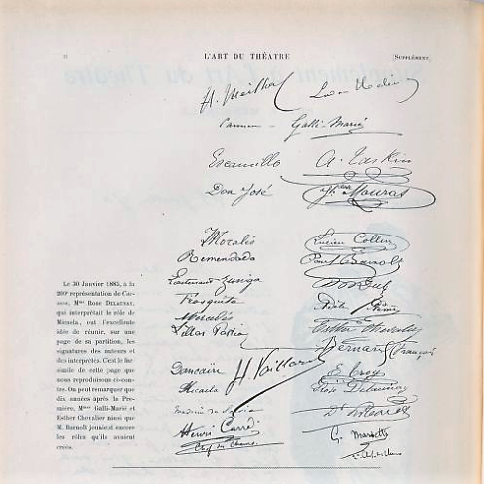
Signature des auteurs et des interprètes de Carmen réunies le 30 janvier 1885 à l'occasion de la 200e représentation sur une page de sa partition par Rose Delaunay qui interprétait le rôle de Micaela et reproduites par L'Art du théâtre en 1905. Dix années après la première, Célestine Galli-Marié, Esther Chevalier et Barnolt jouaient encore les rôles qu'ils avaient créés.

Le premier numéro sort le 25 février 1901 sous le forme d'un cahier broché de 18 pages imprimées sur papier glacé au format grand folio. L'éditeur est Charles Étienne Schmid (1871 - avril 1906), qui avait repris la Librairie générale d'architecture et des arts décoratifs fondée par Ducher. Le siège de la revue est au 51 rue des Écoles à Paris. Le prix de vente est de 1,75 franc.
Ce magazine consacré au théâtre, à la scène française, aux comédiennes et comédiens, propose de nombreuses illustrations : photographiques, d'abord, reprenant des répétitions, des décors, des dessins de scénographies et des extraits de partitions ; ensuite des planches hors-texte, essentiellement des gravures tirées par Chauvet sur beau papier, livrées en prime à l'intérieur du cahier, généralement au nombre de deux.
Au bout de quelques mois, L'Art du théâtre propose un supplément inclus de 8 pages tirées sur papier journal et abordant des questions d'actualité dramaturgique.
En avril 1903, Schmid cède la librairie Molière qu'il possédait à F. Demoly, mais conserve ses publications périodiques. Il meurt en avril 1906, laissant à son épouse, Thèrèse Schmid, la fille du chercheur Ehrman Laurent, la gestion du magazine et de la maison d'édition.
Décédée le 24 août 1909, Thérèse Laurent n'avait poursuivi la publication de L'Art du théâtre que durant deux mois après la mort de son époux : elle cesse de paraître en juin 1906, avec le no 66.
La Librairie générale d'architecture et des arts décoratifs est ensuite reprise par Charles Massin.